# 4997 Ksana
4997 Ksana (1986 TM) là một tiểu hành tinh vành đai chính được phát hiện ngày 6 tháng 10 năm 1986 bởi L. G. Karachkina ở Nauchnyj.